# Liste der Fahnenträger der Olympischen Sommerspiele 2012
Die Liste der Fahnenträger der Olympischen Spiele 2012 in London führt die Fahnenträger sowohl der Eröffnungsfeier am 27. Juli 2012 als auch der Schlussfeier am 12. August 2012 auf.
Beim Einmarsch der Nationen zogen Athleten aller teilnehmenden Länder ins Londoner Olympiastadion ein. Bei der Eröffnungsfeier wurden die einzelnen Teams von einem Fahnenträger aus den Reihen ihrer Sportler oder Offiziellen angeführt, der entweder von ihrem jeweiligen Nationalen Olympischen Komitee (NOK) oder von den Athleten selbst bestimmt wurde. Während des Einmarsches wurde moderne britische Musik gespielt. Bei der Schlussfeier gingen die Fahnenträger separat vor allen anderen Athleten, die ein gemeinsames Feld bildeten, ohne zwischen den Nationalitäten zu unterscheiden.

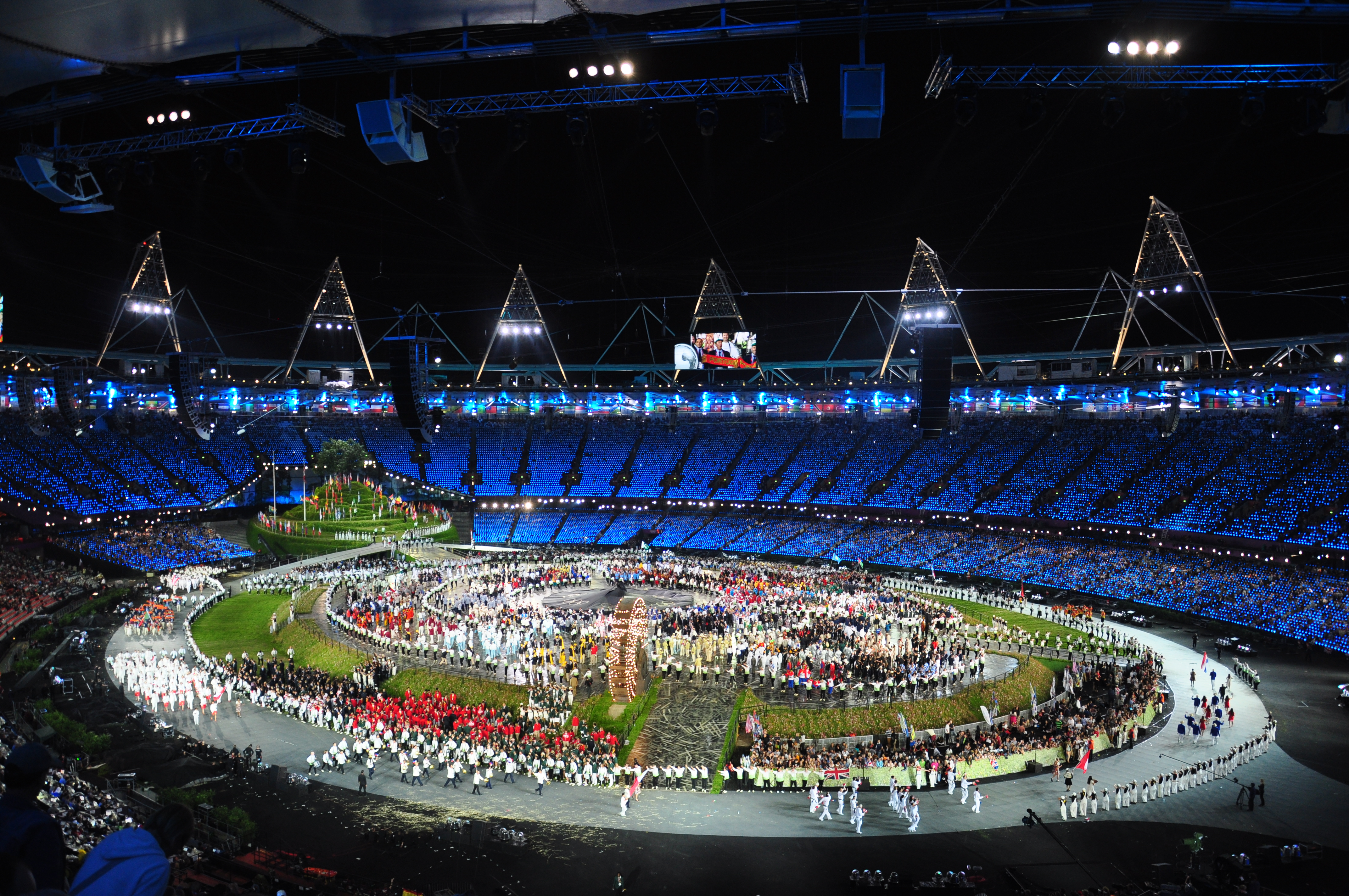
Einmarsch der Nationen ins Londoner Olympiastadion

## Reihenfolge
Der griechischen Mannschaft wurde traditionell der Platz an vorderster Stelle gewährt, ein Sonderstatus, der aus der Ausrichtung der antiken und ersten Spiele der Moderne in Griechenland herrührt. Die Gastgebernation Großbritannien, unter dessen Namen das Vereinigte Königreich bei den Spielen auftritt, marschierte zuletzt. Die anderen Länder betraten das Stadion in alphabetischer Reihenfolge in der Sprache der Gastgebernation, in diesem Fall also Englisch. Diese Reihenfolge entspricht sowohl der Tradition als auch den Statuten des Internationalen Olympischen Komitees (IOK).
Während die meisten Nationen unter ihrer Kurzform des Staatsnamens einmarschierten, zogen einige unter einem eher formalen oder unter einer Alternativbezeichnung ein, was in einigen Fällen wegen politischer oder namensrechtlicher Dispute begründet ist. Mazedonien trat wegen des Namensstreits mit Griechenland als Former Yugoslav Republic of Macedonia (Ehemalige Jugoslawische Republik Mazedonien) unter F auf. Die Athleten der Republik China, allgemein als Taiwan bekannt, hielten als Kompromiss Einzug unter dem Namen “Chinesisch Taipeh” und der dazugehörigen Olympiaflagge. Allerdings wurden sie unter T geführt, damit sie nicht mit den Sportlern der Volksrepublik China, meist lediglich als China bekannt, aneinandergerieten, die unter C als People’s Republic of China auftraten. Die Teilnehmer aus der Republik Kongo sammelten sich unter Congo (Kongo) ein, während diejenigen aus der Demokratischen Republik Kongo (Democratic Republic of the Congo) mit vollem Namen unter D einmarschierten. Ähnlich wurde bei Südkorea verfahren, die unter K als Republic of Korea (Republik Korea) einzogen, während Nordkorea unter D als Democratic People’s Republic of Korea (Demokratische Volksrepublik Korea) Einzug hielt. Iran, Mikronesien, Moldawien, Laos, Brunei und die Vereinigten Staaten marschierten unter ihrem Namen in formaler Langform ein, respektive Islamic Republic of Iran (Islamische Republik Iran), Federated States of Micronesia (Föderierte Staaten von Mikronesien), Republic of Moldova (Republik Moldau), Lao People’s Democratic Republic (Demokratische Volksrepublik Laos), Brunei Darussalam und United States of America (Vereinigte Staaten von Amerika). Zum ersten Mal nach vielen Jahren traten die libyschen Athleten unter ihrer Kurzform Libyen (Libya) auf, ganz im Gegensatz wie bisher unter Libysch-Arabische Dschamahirija (Libyan Arab Jamahiriya) zu Zeiten des Regimes von Muammar al-Gaddafi.

## Einmarsch der Nationen bei der Eröffnungsfeier

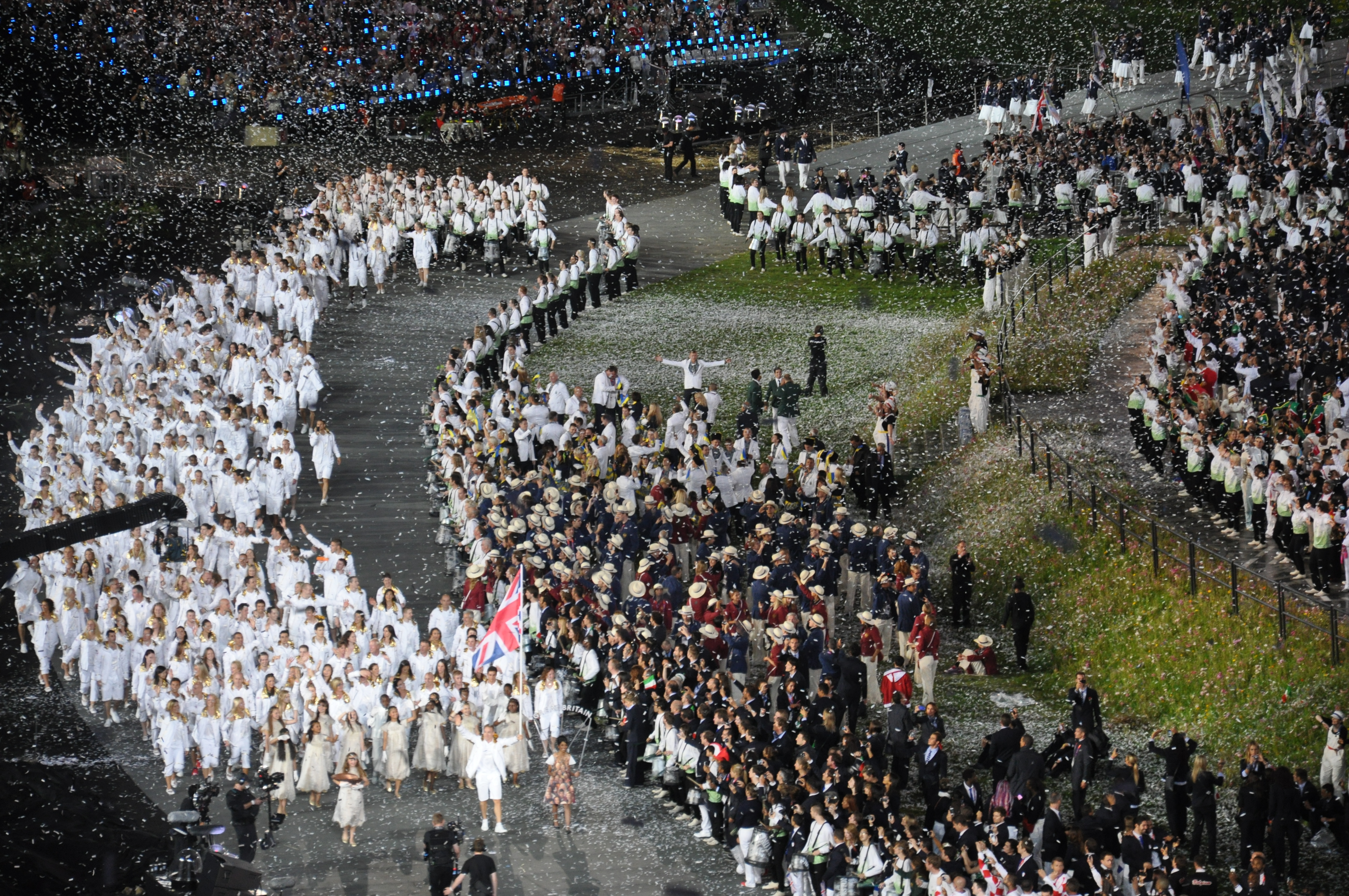
Als Gastgeberland marschieren die Teilnehmer Großbritanniens zuletzt ein.

Jede Mannschaft wurde von einem Fahnenträger angeführt, der von einem Kind zur rechten und einer jungen Frau zur linken Seite begleitet wurde. Während das Kind ein großes Blütenblatt aus Kupfer in den Händen hielt, trug die Frau ein Schild mit dem englischen Namen der teilnehmenden Nation (von der Kameraposition gesehen auf der rechten Seite). Das kupferne Blütenblatt war mit dem eingravierten Namen des Landes versehen und wurde später zum Bau eines großen Kessels für die olympische Fackel gebraucht. Die ehrenamtlich tätigen Schildträgerinnen trugen ein Kleid, das gänzlich mit aufgedruckten Fotos von Freiwilligen dieser Spiele versehen war, darunter auch solchen, die nicht zum Einsatz ausgewählt wurden. Bei Ankunft an einer Nachbildung des Hügels Glastonbury Tor wurde jede Nationalflagge einzeln aufgestellt.
Die Niederländischen Antillen konnten nicht separat an der Parade teilnehmen, da dessen NOK infolge der Auflösung des Überseegebiets im Jahr 2010 nicht länger vom IOK anerkannt wurde. Stattdessen marschierten die drei Antillen-Bewohner als unabhängige Olympiateilnehmer unter der olympischen Flagge ein, – zusammen mit einem Marathonläufer aus dem Südsudan, dessen 2011 unabhängig gewordener Staat zum Zeitpunkt der Eröffnungsfeier noch kein Olympisches Komitee besaß.
Für Aufsehen sorgten die bisher ersten weiblichen olympischen Athleten aus Saudi-Arabien und Brunei.
Das überwiegend in Gelb gekleidete indische Team wurde von einer ominösen Frau angeführt, die ein rotes Oberteil und blaue Hosen trug. In Indien zog dieser Vorfall die Aufmerksamkeit der Medien nach sich, doch die Londoner Offiziellen spielten diesbezügliche Besorgnisse herunter, da sie, Madhura Nagendra, eine Volontärin der Eröffnungsfeier gewesen sei, die von der Security abgecheckt wurde. Einige Medienstellen identifizierten sie später als Madhura Honey, eine Universitätsabsolventin (Kommunikation und Medien) vom Christ College aus Bangalore.

## Liste der Fahnenträger
Nachfolgend führt eine Liste die Fahnenträger der Eröffnungs- und Schlussfeier aller teilnehmenden Nationen auf, sortiert nach der Abfolge ihres Einmarsches. Die Liste ist zudem sortierbar nach ihrem Staatsnamen, nach Mannschaftskürzel, nach Anzahl der Athleten, nach dem Nachnamen des Fahnenträgers und dessen Sportart.
| Abfolge | Nationalmannschaft                 | Kürzel | Athleten | Eröffnungsfeier am 27. Juli 2012 | Eröffnungsfeier am 27. Juli 2012 | Schlussfeier am 12. August 2012 | Schlussfeier am 12. August 2012 |
| Abfolge | Nationalmannschaft                 | Kürzel | Athleten | Fahnenträger                     | Sportart                         | Fahnenträger                    | Sportart                        |
| ------- | ---------------------------------- | ------ | -------- | -------------------------------- | -------------------------------- | ------------------------------- | ------------------------------- |
| 1       | Griechenland                       | GRE    | 104      | Alexandros Nikolaidis            | Taekwondo                        | Spyros Gianniotis               | Schwimmen                       |
| 2       | Afghanistan                        | AFG    | 6        | Nesar Ahmad Bahave               | Taekwondo                        | Rohullah Nikpai                 | Taekwondo                       |
| 3       | Albanien                           | ALB    | 12       | Romela Begaj                     | Gewichtheben                     | Romela Begaj                    | Gewichtheben                    |
| 4       | Algerien                           | ALG    | 42       | Abdelhafid Benchabla             | Boxen                            | Taoufik Makhloufi               | Leichtathletik                  |
| 5       | Amerikanisch-Samoa                 | ASA    | 5        | Ching Wei                        | Schwimmen                        | Ching Wei                       | Schwimmen                       |
| 6       | Andorra                            | AND    | 6        | Joan Tomas                       | Schießen                         | Antoni Bernadó                  | Leichtathletik                  |
| 7       | Angola                             | ANG    | 34       | Antónia Moreira                  | Judo                             | Marcelina Kiala                 | Handball                        |
| 8       | Antigua und Barbuda                | ANT    | 5        | Daniel Bailey                    | Leichtathletik                   | Karin O’Reilly                  | Schwimmen                       |
| 9       | Argentinien                        | ARG    | 137      | Luciana Aymar                    | Hockey                           | Sebastián Crismanich            | Taekwondo                       |
| 10      | Armenien                           | ARM    | 25       | Arman Jeremjan                   | Taekwondo                        | Arsen Dschulfalakjan            | Ringen                          |
| 11      | Aruba                              | ARU    | 4        | Jemal le Grand                   | Schwimmen                        | Jayme Mata                      | Judo                            |
| 12      | Australien                         | AUS    | 410      | Lauren Jackson                   | Basketball                       | Malcolm Page                    | Segeln                          |
| 13      | Österreich                         | AUT    | 70       | Markus Rogan                     | Schwimmen                        | Beate Schrott                   | Leichtathletik                  |
| 14      | Aserbaidschan                      | AZE    | 53       | Elnur Məmmədli                   | Judo                             | Togrul Asgarow                  | Ringen                          |
| 15      | Bahamas                            | BAH    | 24       | Chris Brown                      | Leichtathletik                   | Chandra Sturrup                 | Leichtathletik                  |
| 16      | Bahrain                            | BRN    | 12       | Azza Alqasmi                     | Schießen                         | nicht benannt                   | LOCOG-Mitglied                  |
| 17      | Bangladesch                        | BAN    | 5        | Rahman Mahfizur                  | Schwimmen                        | nicht benannt                   | LOCOG-Mitglied                  |
| 18      | Barbados                           | BAR    | 6        | Ryan Brathwaite                  | Leichtathletik                   | Kyle Maxwell                    | Judo                            |
| 19      | Belarus                            | BLR    | 165      | Max Mirny                        | Tennis                           | Raman Petruschenka              | Kanu                            |
| 20      | Belgien                            | BEL    | 115      | Tia Hellebaut                    | Leichtathletik                   | Lionel Cox                      | Schießen                        |
| 21      | Belize                             | BIZ    | 3        | Kenneth Medwood                  | Leichtathletik                   | Kenneth Medwood                 | Leichtathletik                  |
| 22      | Benin                              | BEN    | 5        | Jacob Gnahoui                    | Judo                             | Jacob Gnahoui                   | Judo                            |
| 23      | Bermuda                            | BER    | 8        | Zander Kirkland                  | Segeln                           | Flora Duffy                     | Triathlon                       |
| 24      | Bhutan                             | BHU    | 2        | Sherab Zam                       | Bogenschießen                    | Sherab Zam                      | Bogenschießen                   |
| 25      | Bolivien                           | BOL    | 6        | Karen Torrez                     | Schwimmen                        | Claudia Balderrama              | Leichtathletik                  |
| 26      | Bosnien und Herzegowina            | BIH    | 6        | Amel Mekić                       | Judo                             | Kemal Mešić                     | Leichtathletik                  |
| 27      | Botswana                           | BOT    | 4        | Amantle Montsho                  | Leichtathletik                   | Oteng Oteng                     | Boxen                           |
| 28      | Brasilien                          | BRA    | 258      | Rodrigo Pessoa                   | Reiten                           | Esquiva Falcão Florentino       | Boxen                           |
| 29      | Britische Jungferninseln           | IVB    | 2        | Tahesia Harrigan                 | Leichtathletik                   | Tahesia Harrigan                | Leichtathletik                  |
| 30      | Brunei                             | BRU    | 3        | Maziah Mahusin                   | Leichtathletik                   | Anderson Lim                    | Schwimmen                       |
| 31      | Bulgarien                          | BUL    | 63       | Jordan Jowtschew                 | Turnen                           | Stanka Slatewa                  | Ringen                          |
| 32      | Burkina Faso                       | BUR    | 5        | Séverine Nébié                   | Judo                             | Angelika Ouedraogo              | Schwimmen                       |
| 33      | Burundi                            | BDI    | 6        | Diane Nukuri                     | Leichtathletik                   | Diane Nukuri                    | Leichtathletik                  |
| 34      | Kambodscha                         | CAM    | 6        | Sorn Davin                       | Taekwondo                        | Sorn Davin                      | Taekwondo                       |
| 35      | Kamerun                            | CMR    | 33       | Annabel Laure Ali                | Ringen                           | Annabel Laure Ali               | Ringen                          |
| 36      | Kanada                             | CAN    | 277      | Simon Whitfield                  | Triathlon                        | Christine Sinclair              | Fußball                         |
| 37      | Kap Verde                          | CPV    | 3        | Adysângela Moniz                 | Judo                             | Ruben Sança                     | Leichtathletik                  |
| 38      | Cayman Islands                     | CAY    | 5        | Brett Fraser                     | Schwimmen                        | Ronald Forbes                   | Leichtathletik                  |
| 39      | Zentralafrikanische Republik       | CAF    | 6        | David Boui                       | Taekwondo                        | David Boui                      | Taekwondo                       |
| 40      | Tschad                             | CHA    | 3        | Carine Ngarlemdana               | Judo                             | Hinikissia Albertine Ndikert    | Leichtathletik                  |
| 41      | Chile                              | CHI    | 35       | Denisse van Lamoen               | Bogenschießen                    | Paris Inostroza                 | Fechten                         |
| 42      | Volksrepublik China                | CHN    | 396      | Jianlian Yi                      | Basketball                       | Xu Lijia                        | Segeln                          |
| 43      | Kolumbien                          | COL    | 104      | Mariana Pajón                    | Radsport                         | Mariana Pajón                   | Radsport                        |
| 44      | Komoren                            | COM    | 3        | Feta Ahamada                     | Leichtathletik                   | Maoulida Daroueche              | Leichtathletik                  |
| 45      | Republik Kongo                     | CGO    | 7        | Lorène Bazolo                    | Leichtathletik                   | Aminata Aboubakar Yacoub        | Schwimmen                       |
| 46      | Cookinseln                         | COK    | 8        | Helema Williams                  | Segeln                           | Luisa Peters                    | Gewichtheben                    |
| 47      | Costa Rica                         | CRC    | 11       | Gabriela Traña                   | Leichtathletik                   | Gabriela Traña                  | Leichtathletik                  |
| 48      | Elfenbeinküste                     | CIV    | 10       | Ben Youssef Meïté                | Leichtathletik                   | René Philippe Kouassi           | Bogenschießen                   |
| 49      | Kroatien                           | CRO    | 108      | Venio Losert                     | Handball                         | Damir Martin                    | Rudern                          |
| 50      | Kuba                               | CUB    | 110      | Mijaín López                     | Ringen                           | Mijaín López                    | Ringen                          |
| 51      | Zypern                             | CYP    | 13       | Marcos Baghdatis                 | Tennis                           | Chrystalleni Trikomiti          | Rhythmische Sportgymnastik      |
| 52      | Tschechien                         | CZE    | 133      | Petr Koukal                      | Badminton                        | Barbora Špotáková               | Leichtathletik                  |
| 53      | Nordkorea                          | PRK    | 51       | Pak Song-chol                    | Leichtathletik                   | Ri Jong-Myong                   | Ringen                          |
| 54      | Demokratische Republik Kongo       | COD    | 4        | Ilunga Mande Zatara              | Leichtathletik                   | Cédric Mandembo                 | Judo                            |
| 55      | Dänemark                           | DEN    | 113      | Kim Wraae Knudsen                | Kanu                             | Allan Nørregaard                | Segeln                          |
| 56      | Dschibuti                          | DJI    | 6        | Zourah Ali                       | Leichtathletik                   | Yasmin Farah Hassan             | Tischtennis                     |
| 57      | Dominica                           | DMA    | 2        | Erison Hurtault                  | Leichtathletik                   | Luan Gabriel                    | Leichtathletik                  |
| 58      | Dominikanische Republik            | DOM    | 35       | Yulis Mercedes                   | Taekwondo                        | Félix Sánchez                   | Leichtathletik                  |
| 59      | Ecuador                            | ECU    | 36       | César De Cesare                  | Kanu                             | César De Cesare                 | Kanu                            |
| 60      | Ägypten                            | EGY    | 113      | Hesham Mesbah                    | Judo                             | Tamer Bayoumi                   | Taekwondo                       |
| 61      | El Salvador                        | ESA    | 10       | Evelyn García                    | Radsport                         | Melissa Mikec                   | Schießen                        |
| 62      | Äquatorialguinea                   | GEQ    | 2        | Bibiana Olama                    | Leichtathletik                   | Bibiana Olama                   | Leichtathletik                  |
| 63      | Eritrea                            | ERI    | 12       | Weynay Ghebresilasie             | Leichtathletik                   | Zersenay Tadese                 | Leichtathletik                  |
| 64      | Estland                            | EST    | 33       | Aleksander Tammert               | Leichtathletik                   | Heiki Nabi                      | Ringen                          |
| 65      | Äthiopien                          | ETH    | 35       | Yanet Seyoum                     | Schwimmen                        | Tirunesh Dibaba                 | Leichtathletik                  |
| 66      | Fidschi                            | FIJ    | 9        | Josateki Naulu                   | Judo                             | Leslie Copeland                 | Leichtathletik                  |
| 67      | Finnland                           | FIN    | 55       | Hanna-Maria Seppälä              | Schwimmen                        | Antti Ruuskanen                 | Leichtathletik                  |
| 68      | Mazedonien                         | MKD    | 4        | Marko Blaževski                  | Schwimmen                        | Kristijan Efremov               | Leichtathletik                  |
| 69      | Frankreich                         | FRA    | 330      | Laura Flessel-Colovic            | Fechten                          | Laura Flessel-Colovic           | Fechten                         |
| 70      | Gabun                              | GAB    | 24       | Ruddy Zang Milama                | Leichtathletik                   | Ruddy Zang Milama               | Leichtathletik                  |
| 71      | Gambia                             | GAM    | 2        | Suwaibou Sanneh                  | Leichtathletik                   | Suwaibou Sanneh                 | Leichtathletik                  |
| 72      | Georgien                           | GEO    | 35       | Nino Salukwadse                  | Schießen                         | Lascha Schawdatuaschwili        | Judo                            |
| 73      | Deutschland                        | GER    | 392      | Natascha Keller                  | Hockey                           | Kristof Wilke                   | Rudern                          |
| 74      | Ghana                              | GHA    | 9        | Maxwell Amponsah                 | Boxen                            | Maxwell Amponsah                | Boxen                           |
| 75      | Grenada                            | GRN    | 10       | Kirani James                     | Leichtathletik                   | Neisha Bernard-Thomas           | Leichtathletik                  |
| 76      | Guam                               | GUM    | 8        | Maria Dunn                       | Ringen                           | Ricardo Blas junior             | Judo                            |
| 77      | Guatemala                          | GUA    | 19       | Juan Ignacio Maegli              | Segeln                           | Erick Barrondo                  | Leichtathletik                  |
| 78      | Guinea                             | GUI    | 4        | Facinet Keita                    | Judo                             | Facinet Keita                   | Judo                            |
| 79      | Guinea-Bissau                      | GBS    | 4        | Augusto Midana                   | Ringen                           | Augusto Midana                  | Ringen                          |
| 80      | Guyana                             | GUY    | 6        | Winston George                   | Leichtathletik                   | Aliann Pompey                   | Leichtathletik                  |
| 81      | Haiti                              | HAI    | 5        | Linouse Desravine                | Judo                             | Marlena Wesh                    | Leichtathletik                  |
| 82      | Honduras                           | HON    | 27       | Ronald Bennett                   | Leichtathletik                   | Karen Vilorio                   | Schwimmen                       |
| 83      | Hongkong                           | HKG    | 42       | Lee Wai-sze                      | Radsport                         | Tang Peng                       | Tischtennis                     |
| 84      | Ungarn                             | HUN    | 157      | Péter Biros                      | Wasserball                       | Krisztián Pars                  | Leichtathletik                  |
| 85      | Island                             | ISL    | 27       | Ásdís Hjálmsdóttir               | Leichtathletik                   | Ragna Ingólfsdóttir             | Badminton                       |
| 86      | Unabhängige Olympiateilnehmer      | IOA    | 4        | Brooklyn Kerlin                  | LOCOG-Mitglied                   | nicht benannt                   | LOCOG-Mitglied                  |
| 87      | Indien                             | IND    | 83       | Sushil Kumar                     | Ringen                           | Mary Kom                        | Boxen                           |
| 88      | Indonesien                         | INA    | 22       | I Gede Siman Sudartawa           | Schwimmen                        | nicht benannt                   | LOCOG-Mitglied                  |
| 89      | Iran                               | IRI    | 53       | Ali Mazaheri                     | Boxen                            | Komeil Ghasemi                  | Ringen                          |
| 90      | Irak                               | IRQ    | 8        | Dana Hussein Abdulrazak          | Leichtathletik                   | Ali Nadhim                      | Ringen                          |
| 91      | Irland                             | IRL    | 66       | Katie Taylor                     | Boxen                            | Darren O’Neill                  | Boxen                           |
| 92      | Israel                             | ISR    | 37       | Shahar Zubari                    | Segeln                           | Neta Rivkin                     | Rhythmische Sportgymnastik      |
| 93      | Italien                            | ITA    | 284      | Valentina Vezzali                | Fechten                          | Daniele Molmenti                | Kanu                            |
| 94      | Jamaika                            | JAM    | 50       | Usain Bolt                       | Leichtathletik                   | Hansle Parchment                | Leichtathletik                  |
| 95      | Japan                              | JPN    | 293      | Saori Yoshida                    | Ringen                           | Saori Yoshida                   | Ringen                          |
| 96      | Jordanien                          | JOR    | 9        | Nadin Dawani                     | Taekwondo                        | Mohammad Abu-Libdeh             | Taekwondo                       |
| 97      | Kasachstan                         | KAZ    | 114      | Nurmachan Tinalijew              | Ringen                           | Serik Säpijew                   | Boxen                           |
| 98      | Kenia                              | KEN    | 47       | Jason Dunford                    | Schwimmen                        | David Lekuta Rudisha            | Leichtathletik                  |
| 99      | Kiribati                           | KIR    | 3        | David Katoatau                   | Gewichtheben                     | David Katoatau                  | Gewichtheben                    |
| 100     | Südkorea                           | KOR    | 248      | Yoon Kyung-shin                  | Handball                         | Song Dae-nam                    | Judo                            |
| 101     | Kuwait                             | KUW    | 11       | Fehaid al-Deehani                | Schießen                         | nicht benannt                   | LOCOG-Mitglied                  |
| 102     | Kirgisistan                        | KGZ    | 14       | Tschingis Mamedow                | Judo                             | Beksat Osmonalijew              | Gewichtheben                    |
| 103     | Laos                               | LAO    | 3        | Kilakone Siphonexay              | Leichtathletik                   | Kilakone Siphonexay             | Leichtathletik                  |
| 104     | Lettland                           | LAT    | 46       | Mārtiņš Pļaviņš                  | Beachvolleyball                  | Ineta Radēviča                  | Leichtathletik                  |
| 105     | Libanon                            | LIB    | 10       | Andrea Paoli                     | Taekwondo                        | Andrea Paoli                    | Taekwondo                       |
| 106     | Lesotho                            | LES    | 4        | Mamorallo Tjoka                  | Leichtathletik                   | Mosito Lehata                   | Leichtathletik                  |
| 107     | Liberia                            | LBR    | 4        | Phobay Kutu-Akoi                 | Leichtathletik                   | Phobay Kutu-Akoi                | Leichtathletik                  |
| 108     | Libyen                             | LBA    | 5        | Sofyan El-Gadi                   | Schwimmen                        | Hala Gezah                      | Leichtathletik                  |
| 109     | Liechtenstein                      | LIE    | 3        | Stephanie Vogt                   | Tennis                           | Julia Hassler                   | Schwimmen                       |
| 110     | Litauen                            | LTU    | 62       | Virgilijus Alekna                | Leichtathletik                   | Jevgenijus Šuklinas             | Kanu                            |
| 111     | Luxemburg                          | LUX    | 9        | Marie Muller                     | Judo                             | Laurent Carnol                  | Schwimmen                       |
| 112     | Madagaskar                         | MAD    | 7        | Fetra Ratsimiziva                | Judo                             | Fetra Ratsimiziva               | Judo                            |
| 113     | Malawi                             | MAW    | 3        | Mike Tebulo                      | Leichtathletik                   | Mike Tebulo                     | Leichtathletik                  |
| 114     | Malaysia                           | MAS    | 30       | Pandelela Rinong Pamg            | Wasserspringen                   | Pandelela Rinong Pamg           | Wasserspringen                  |
| 115     | Malediven                          | MDV    | 5        | Mohamed Ajfan Rasheed            | Badminton                        | Azneem Ahmed                    | Leichtathletik                  |
| 116     | Mali                               | MLI    | 6        | Rahmatou Dramé                   | Leichtathletik                   | Rahmatou Dramé                  | Leichtathletik                  |
| 117     | Malta                              | MLT    | 5        | William Chetcuti                 | Schießen                         | Diane Borg                      | Leichtathletik                  |
| 118     | Marshallinseln                     | MHL    | 4        | Haley Nemra                      | Leichtathletik                   | Giordan Harris                  | Schwimmen                       |
| 119     | Mauretanien                        | MTN    | 2        | Jidou El Moctar                  | Leichtathletik                   | nicht benannt                   | LOCOG-Mitglied                  |
| 120     | Mauritius                          | MRI    | 2        | Natacha Rigobert                 | Beachvolleyball                  | Natacha Rigobert                | Beachvolleyball                 |
| 121     | Mexiko                             | MEX    | 102      | María Espinoza                   | Taekwondo                        | María Espinoza                  | Taekwondo                       |
| 122     | Föderierte Staaten von Mikronesien | FSM    | 6        | Manuel Minginfel                 | Gewichtheben                     | Debra Daniel                    | Schwimmen                       |
| 123     | Moldau                             | MDA    | 22       | Dan Olaru                        | Bogenschießen                    | Zalina Marghieva                | Leichtathletik                  |
| 124     | Monaco                             | MON    | 6        | Angélique Trinquier              | Schwimmen                        | Damien Desprat                  | Segeln                          |
| 125     | Mongolei                           | MGL    | 29       | Bat-Otschiryn Ser-Od             | Leichtathletik                   | Njambajaryn Tögstsogt           | Boxen                           |
| 126     | Montenegro                         | MNE    | 33       | Srđan Mrvaljević                 | Judo                             | Bojana Popović                  | Handball                        |
| 127     | Marokko                            | MAR    | 67       | Wiam Dislam                      | Taekwondo                        | Wiam Dislam                     | Taekwondo                       |
| 128     | Mosambik                           | MOZ    | 6        | Kurt Couto                       | Leichtathletik                   | Kurt Couto                      | Leichtathletik                  |
| 129     | Myanmar                            | MYA    | 6        | Zaw Win Thet                     | Leichtathletik                   | nicht benannt                   | LOCOG-Mitglied                  |
| 130     | Namibia                            | NAM    | 9        | Gaby Ahrens                      | Schießen                         | Naatele Sem Shilimela           | Ringen                          |
| 131     | Nauru                              | NRU    | 2        | Itte Detenamo                    | Gewichtheben                     | Itte Detenamo                   | Gewichtheben                    |
| 132     | Nepal                              | NEP    | 5        | Prasiddha Jung Shah              | Schwimmen                        | Prasiddha Jung Shah             | Schwimmen                       |
| 133     | Niederlande                        | NED    | 188      | Dorian van Rijsselberghe         | Segeln                           | Ranomi Kromowidjojo             | Schwimmen                       |
| 134     | Neuseeland                         | NZL    | 184      | Nick Willis                      | Leichtathletik                   | Mahé Drysdale                   | Rudern                          |
| 135     | Nicaragua                          | NCA    | 6        | Osmar Bravo                      | Boxen                            | Osmar Bravo                     | Boxen                           |
| 136     | Niger                              | NIG    | 6        | Moustapha Abdoulaye Hima         | Boxen                            | Moustapha Abdoulaye Hima        | Boxen                           |
| 137     | Nigeria                            | NGR    | 55       | Sinivie Boltic                   | Ringen                           | Sinivie Boltic                  | Ringen                          |
| 138     | Norwegen                           | NOR    | 64       | Mira Verås Larsen                | Kanu                             | Eirik Verås Larsen              | Kanu                            |
| 139     | Oman                               | OMA    | 4        | Ahmed al-Hatmi                   | Schießen                         | nicht benannt                   | LOCOG-Mitglied                  |
| 140     | Pakistan                           | PAK    | 21       | Sohail Abbas                     | Hockey                           | Sohail Abbas                    | Hockey                          |
| 141     | Palau                              | PLW    | 5        | Rodman Teltull                   | Leichtathletik                   | Rodman Teltull                  | Leichtathletik                  |
| 142     | Palästina                          | PLE    | 5        | Maher Abu Rmilah                 | Judo                             | Woroud Sawalha                  | Leichtathletik                  |
| 143     | Panama                             | PAN    | 7        | Irving Saladino                  | Leichtathletik                   | Omar Simmonds Pea               | Judo                            |
| 144     | Papua-Neuguinea                    | PNG    | 8        | Toea Wisil                       | Leichtathletik                   | Steven Kari                     | Gewichtheben                    |
| 145     | Paraguay                           | PAR    | 8        | Ben Hockin                       | Schwimmen                        | Ben Hockin                      | Schwimmen                       |
| 146     | Peru                               | PER    | 16       | Gladys Tejeda                    | Leichtathletik                   | Inés Melchor                    | Leichtathletik                  |
| 147     | Philippinen                        | PHI    | 11       | Hidilyn Diaz                     | Gewichtheben                     | Jasmine Alkhaldi                | Schwimmen                       |
| 148     | Polen                              | POL    | 218      | Agnieszka Radwańska              | Tennis                           | Michał Jeliński                 | Rudern                          |
| 149     | Portugal                           | POR    | 77       | Telma Monteiro                   | Judo                             | Fernando Pimenta                | Kanu                            |
| 150     | Puerto Rico                        | PUR    | 25       | Javier Culson                    | Leichtathletik                   | Javier Culson                   | Leichtathletik                  |
| 151     | Katar                              | QAT    | 12       | Bahiya al-Hamad                  | Schießen                         | Mohammed Abduh Bakhet           | Leichtathletik                  |
| 152     | Rumänien                           | ROU    | 103      | Horia Tecău                      | Tennis                           | Sandra Izbașa                   | Turnen                          |
| 153     | Russland                           | RUS    | 436      | Marija Scharapowa                | Tennis                           | Anastassija Dawydowa            | Synchronschwimmen               |
| 154     | Ruanda                             | RWA    | 7        | Adrien Niyonshuti                | Radsport                         | Adrien Niyonshuti               | Radsport                        |
| 155     | St. Kitts und Nevis                | SKN    | 7        | Kim Collins                      | Leichtathletik                   | Antoine Adams                   | Leichtathletik                  |
| 156     | St. Lucia                          | LCA    | 4        | Levern Spencer                   | Leichtathletik                   | Levern Spencer                  | Leichtathletik                  |
| 157     | St. Vincent und die Grenadinen     | VIN    | 3        | Kineke Alexander                 | Leichtathletik                   | Courtney Williams               | Leichtathletik                  |
| 158     | Samoa                              | SAM    | 8        | Ele Opeloge                      | Gewichtheben                     | Kaino Thomsen-Fuataga           | Taekwondo                       |
| 159     | San Marino                         | SMR    | 4        | Alessandra Perilli               | Schießen                         | Alessandra Perilli              | Schießen                        |
| 160     | São Tomé und Príncipe              | STP    | 2        | Lecabela Quaresma                | Leichtathletik                   | Lecabela Quaresma               | Leichtathletik                  |
| 161     | Saudi-Arabien                      | KSA    | 19       | Sultan Mubarak al-Dawoodi        | Leichtathletik                   | Youssef Masrahi Masrahi         | Leichtathletik                  |
| 162     | Senegal                            | SEN    | 31       | Hortense Diédhiou                | Judo                             | Hortense Diédhiou               | Judo                            |
| 163     | Serbien                            | SRB    | 115      | Novak Đoković                    | Tennis                           | Milica Mandić                   | Taekwondo                       |
| 164     | Seychellen                         | SEY    | 6        | Dominic Dugasse                  | Judo                             | Lissa Labiche                   | Leichtathletik                  |
| 165     | Sierra Leone                       | SLE    | 2        | Ola Sesay                        | Leichtathletik                   | Ibrahim Turay                   | Leichtathletik                  |
| 166     | Singapur                           | SIN    | 23       | Feng Tianwei                     | Tischtennis                      | Colin Cheng                     | Segeln                          |
| 167     | Slowakei                           | SVK    | 47       | Jozef Gönci                      | Schießen                         | Danka Barteková                 | Schießen                        |
| 168     | Slowenien                          | SLO    | 65       | Peter Kauzer                     | Kanu                             | Franka Anić                     | Taekwondo                       |
| 169     | Salomonen                          | SOL    | 4        | Jenly Tegu Wini                  | Gewichtheben                     | Tony Lomo                       | Judo                            |
| 170     | Somalia                            | SOM    | 2        | Zamzam Mohamed Farah             | Leichtathletik                   | Zamzam Mohamed Farah            | Leichtathletik                  |
| 171     | Südafrika                          | RSA    | 125      | Caster Semenya                   | Leichtathletik                   | Oscar Pistorius                 | Leichtathletik                  |
| 172     | Spanien                            | ESP    | 282      | Pau Gasol                        | Basketball                       | Saúl Craviotto                  | Kanu                            |
| 173     | Sri Lanka                          | SRI    | 7        | Niluka Karunaratne               | Badminton                        | Niluka Karunaratne              | Badminton                       |
| 174     | Sudan                              | SUD    | 6        | Ismail Ahmed Ismail              | Leichtathletik                   | Rabah Yousif                    | Leichtathletik                  |
| 175     | Suriname                           | SUR    | 5        | Chinyere Pigot                   | Schwimmen                        | Kirsten Nieuwendam              | Leichtathletik                  |
| 176     | Swasiland                          | SWZ    | 3        | Luke Hall                        | Schwimmen                        | Sibusiso Matsenjwa              | Leichtathletik                  |
| 177     | Schweden                           | SWE    | 134      | Rolf-Göran Bengtsson             | Reiten                           | Fredrik Lööf                    | Segeln                          |
| 178     | Schweiz                            | SUI    | 102      | Stan Wawrinka                    | Tennis                           | Nicola Spirig                   | Triathlon                       |
| 179     | Syrien                             | SYR    | 10       | Majd Eddin Ghazal                | Leichtathletik                   | Majd Eddin Ghazal               | Leichtathletik                  |
| 180     | Chinesisch Taipeh                  | TPE    | 44       | Chen Shih-chieh                  | Gewichtheben                     | Tseng Li-cheng                  | Taekwondo                       |
| 181     | Tadschikistan                      | TJK    | 16       | Mawsuna Tschorijewa              | Boxen                            | Mawsuna Tschorijewa             | Boxen                           |
| 182     | Tansania                           | TAN    | 7        | Zakia Mrisho Mohamed             | Leichtathletik                   | Zakia Mrisho Mohamed            | Leichtathletik                  |
| 183     | Thailand                           | THA    | 37       | Nuttapong Ketin                  | Schwimmen                        | Kaew Pongprayoon                | Boxen                           |
| 184     | Osttimor                           | TLS    | 2        | Augusto Ramos Soares             | Leichtathletik                   | Juventina Napoleão              | Leichtathletik                  |
| 185     | Togo                               | TOG    | 6        | Benjamin Boukpeti                | Kanu                             | Sacha Denanyoh                  | Judo                            |
| 186     | Tonga                              | TGA    | 3        | Amini Fonua                      | Schwimmen                        | Joseph Andy Lui                 | Leichtathletik                  |
| 187     | Trinidad und Tobago                | TRI    | 30       | Marc Burns                       | Leichtathletik                   | George Bovell                   | Schwimmen                       |
| 188     | Tunesien                           | TUN    | 83       | Heykel Megannem                  | Handball                         | Oussama Mellouli                | Schwimmen                       |
| 189     | Türkei                             | TUR    | 114      | Neslihan Darnel                  | Volleyball                       | Servet Tazegül                  | Taekwondo                       |
| 190     | Turkmenistan                       | TKM    | 10       | Serdar Hudaýberdiýew             | Boxen                            | nicht benannt                   | LOCOG-Mitglied                  |
| 191     | Tuvalu                             | TUV    | 3        | Asenate Manoa                    | Leichtathletik                   | Asenate Manoa                   | Leichtathletik                  |
| 192     | Uganda                             | UGA    | 16       | Ganzi Mugula                     | Schwimmen                        | Ganzi Mugula                    | Schwimmen                       |
| 193     | Ukraine                            | UKR    | 237      | Roman Hontjuk                    | Judo                             | Oleksij Torochtij               | Gewichtheben                    |
| 194     | Vereinigte Arabische Emirate       | UAE    | 26       | Saeed al-Maktoum                 | Schießen                         | nicht benannt                   | LOCOG-Mitglied                  |
| 195     | Vereinigte Staaten                 | USA    | 530      | Mariel Zagunis                   | Fechten                          | Bryshon Nellum                  | Leichtathletik                  |
| 196     | Uruguay                            | URU    | 29       | Rodolfo Collazo                  | Rudern                           | Alejandro Foglia Costa          | Segeln                          |
| 197     | Usbekistan                         | UZB    | 54       | Elshod Rasulov                   | Boxen                            | Abbos Atoyev                    | Boxen                           |
| 198     | Vanuatu                            | VAN    | 5        | Anolyn Lulu                      | Tischtennis                      | Nazario Fiakaifonu              | Judo                            |
| 199     | Venezuela                          | VEN    | 70       | Fabiola Ramos                    | Tischtennis                      | Jessica López                   | Turnen                          |
| 200     | Vietnam                            | VIE    | 18       | Nguyễn Tiến Nhật                 | Fechten                          | Lê Huỳnh Châu                   | Taekwondo                       |
| 201     | Amerikanische Jungferninseln       | ISV    | 7        | Tabarie Henry                    | Leichtathletik                   | Laverne Jones-Ferrette          | Leichtathletik                  |
| 202     | Jemen                              | YEM    | 4        | Tameem al-Kubati                 | Taekwondo                        | Nabil Mohammed al-Garbi         | Leichtathletik                  |
| 203     | Sambia                             | ZAM    | 7        | Prince Mumba                     | Leichtathletik                   | Prince Mumba                    | Leichtathletik                  |
| 204     | Simbabwe                           | ZIM    | 7        | Kirsty Coventry                  | Schwimmen                        | Cuthbert Nyasango               | Leichtathletik                  |
| 205     | Großbritannien                     | GBR    | 541      | Chris Hoy                        | Radsport                         | Ben Ainslie                     | Segeln                          |